# ITunes Originals - Every Little Thing
『iTunes Originals - Every Little Thing』（アイチューンズ・オリジナルズ・エブリ・リトル・シング）は、日本の音楽グループEvery Little Thingが2007年7月25日に発売した初の配信限定アルバムである。

## 解説
iTunes Storeで限定配信されているベストアルバム。
「Future World」、「キヲク」、「ハイファイ メッセージ」は2007年3月6日・7日に日本武道館で行われたデビュー10周年記念ライブ『10th Anniversary Special Live At Nippon Budokan』の音源がiTunes Originals Versionとして収録されている。
曲の後にはメンバー2人による曲の説明やメッセージが収録されている。これらはアルバム単位で購入しなければ聞くことができない。

## 収録曲
1. iTunes Originals
2. Feel My Heart
（作詞・作曲・編曲：五十嵐充）
1stシングル
3. 懐かしいデビュー曲
4. Future World (iTunes Originals Version)
（作詞・作曲・編曲：五十嵐充）
2ndシングルのライブ音源。
5. ふゆちゃんのワールド
6. Shapes Of Love
（作詞・作曲・編曲：五十嵐充）
6thシングル
7. この恋つかみ取りたい!片想いソング
8. Time goes by
（作詞・作曲・編曲：五十嵐充）
8thシングル
9. 初のバラードシングル
10. Over and Over
（作詞・作曲・編曲：五十嵐充）
11thシングル
11. 歌っていて気持ちの良い曲
12. 愛のカケラ
（作詞：持田香織 / 作曲：多胡邦夫 / 編曲：桑島幻矢、伊藤一朗）
16thシングル
13. 歌入れは1000本ノック?
14. fragile
（作詞：持田香織 / 作曲：菊池一仁 / 編曲：桑島幻矢、菊池一仁、伊藤一朗）
17thシングル
15. シンプルでストレートな曲
16. キヲク (iTunes Originals Version)
（作詞：持田香織 / 作曲：菊池一仁 / 編曲：村田昭 & Every Little Thing）
20thシングルのライブ音源。
17. サウンドの装飾
18. UNSPEAKABLE
（作詞：持田香織 / 作曲：菊池一仁 / 編曲：大谷靖夫、中尾昌文、伊藤一朗）
22ndシングル『UNTITLED 4 ballads』収録曲。
19. ギターソロがツインリードな訳
20. また あした
（作詞：持田香織 / 作曲：小幡英之 / 編曲：十川知司 & Every Little Thing）
25thシングル
21. 次の日に繋がっていく言葉
22. 恋文
（作詞：持田香織 / 作曲：HIKARI / 編曲：HIKARI & Every Little Thing）
27thシングル
23. ことばの持つ日本の風情
24. きみの て
（作詞：持田香織 / 作曲：HIKARI / 編曲：HIKARI & Every Little Thing）
28thシングル
25. タイトルへのこだわり
26. ハイファイ メッセージ (iTunes Originals Version)
（作詞：持田香織 / 作曲：HIKARI / 編曲：HIKARI & Every Little Thing）
30thシングルのライブ音源。
27. 新鮮で心地のよい曲